# Kasatchok Superstar
Kasatchok Superstar ist das Debütalbum der österreichischen Band Russkaja. Es erschien am 22. Februar 2008.

## Produktion
Nach zwei Jahren als Liveband und mehrmaliger Umbesetzung erschien der erste Longplayer: Die Produktion des Albums stand unter der Leitung des Gitarristen Zebo Adam und des Saxophonisten Manfred Franzmeier, die Texte stammen vom russischstämmigen Sänger und Inhaber des Tonstudios, Georgij Alexandrowitsch Makazaria, und von Titus Vadon (Schlagzeuger und graue Eminenz). Ursprünglich sollten die Titel ohne Antonia-Alexa Georgiew eingespielt werden, was jedoch auf den (verständlichen) Widerstand des Produzententeams stieß.
Neben der CD wurde eine Dokumentation über die Band produziert, in der Stellungnahmen aller Bandmitglieder über das Album und Meinungen zu den internationalen Auftritten in der Schweiz und Kroatien zu finden sind. Weiters wird die Gründung der Band dokumentiert.
Das Album erschien unter dem Label „Chat Chapeau“, den Vertrieb übernahm der Wiener Kulturverlag Hoanzl.

## Musik
Musikalisch ist das Album schwer einzuordnen. Einerseits werden Elemente der russischen Volksmusik eingesetzt, andererseits entspricht die Instrumentierung der des Ska und des Punk. Zu unterstreichen ist in diesem Fall auch das hohe Tempo des Rhythmus.

## Rezeption
Im Herbst 2007 ging dem Album die erste Singleveröffentlichung „Dope Shit“ („Dope S**t“) voraus, welche in keiner Verkaufsliste zu finden war. Lediglich bei den Hörercharts des Jugendsenders FM4 konnte man den 11. Platz belegen.
Das Album stieg nach der Veröffentlichung direkt in die Ö3 Austria Top 40 ein und belegte Platz 29. In der Woche darauf konnte man sich sogar auf Platz 15 verbessern, ehe man wieder zurückrutschte. Das Album hielt sich insgesamt 14 Wochen in den österreichischen Charts.

## Trackliste
1. MOPE / More
2. БOЙKO / Bojko
3. ДАBАЙ / Dawai
4. ДOП ШИТ / Dope Shit
5. ЭЙ, CTOЙ (ПAPABOЗ) / Hej Stoj (Parowoz)
6. ЭЙ, CTOЙ / Hej Stoj
7. ДOУTPA / Do Utra
8. ЦИPK / Zirk
9. KOMПAHИЯ / Kompania
10. ДOЛЯ MOЯ / Dolja Moja
11. БAPAБAHЫ / Barabani
12. ГOП-CTOП / Gop-Stop
13. ДOБPЫЙ AБEHД / Dobrij Abend
14. БOHУC / Bonus: CЭHИOPEH KAЗAЧOK / Senioren Kasatchok

## LineUp
1. Georgij Alexandrowitsch Makazaria (Gesang, Kaazoo)
2. Zebo Adam (Guitar, Vocals)
3. Dmitrij Miller (b, voc)
4. Titus Vadon (dr, voc)
5. Antonia-Alexa Georgiew (Geige, Choir)
6. Manfred Franzmeier (Saxophones, Clarinet, Choir)
7. Hans-Georg Guternigg (Posaune, Tuba, Trompete, Choir)

## Gastmusiker
1. Aliosha Biz: Violin (Cuts 1, 3, 5, 6, 8, 10, 12, 13)
2. Pavel Shalman: Violin (4, 11, 14)
3. Anatoly Olschansky: Acoustic guitar (10)
4. Rainer Gutternigg: Violin, Trumpet (7)
5. Frederic Hintenaus: Percussions (7)
6. Erwin Bader: Organ, Synth (3, 4, 9)
7. Tom Müller: Choir (1)
8. Uta Adam: Choir (13)

## Autorenangaben
1. music: Makazaria, Miller, Vadon, Adam, Gutternigg, Franzmeier, Shalman; lyrics: Makazaria, Vadon (Cut 1)
2. m: Makazaria, Miller, Vadon, Adam, Gutternigg, Franzmeier, Shalman; l: Makazaria (2,4)
3. m: Vadon, Makazaria, Adam, l: Makazaria (3)
4. m: Makazaria, Sebastian Adam; l: Makazaria (5,6)
5. m: Gutternigg; l: Makazaria (7)
6. m: Gutternigg, Makazaria; l: Makazaria (8,11)
7. m: Makazaria, Adam; l: Makazaria (9)
8. trad. (10)
9. Alexandr Rosenbaum (12)
10. m: Makazaria, Shalman; l: Makazaria, Miller, Vadon, Adam, Shalman (13)
11. Michael Danzinger (14)